# Herminiimonas
Herminiimonas es un género de bacterias gramnegativas de la familia Oxalobacteraceae. Fue descrito en el año 2005. Su etimología hace referencia a la Sierra de la Estrella, llamada por los romanos Montes Herminios, en Portugal. Son bacterias aerobias y móviles por uno o varios flagelos. Las especies de este género se han aislado de ambientes diversos, tales como agua potable y aguas residuales, glaciares y rocas. 